# Stylatula brasiliensis
Stylatula brasiliensis is een Pennatulaceasoort uit de familie van de Virgulariidae. De wetenschappelijke naam van de soort is voor het eerst geldig gepubliceerd in 1870 door Gray.